# Hikaru Mizuno
Hikaru Mizuno (水野 輝 Mizuno Hikaru?, nacido el 2 de agosto de 1991 en Chiba, Chiba) es un futbolista japonés que se desempeña como centrocampista. Nacido en Japón, representa deportivamente a Camboya.

## Trayectoria

### Clubes
| Club                     | País     | Año         |
| ------------------------ | -------- | ----------- |
| FC Ryukyu                | Japón    | 2014        |
| Albirex Niigata Singapur | Singapur | 2015        |
| Svay Rieng FC            | Camboya  | 2015 - 2016 |
| Boeung Ket FC            | Camboya  | 2017 -      |

## Estadística de carrera

### J. League
| Club      | Año   | J. League | J. League | Copa J. League | Copa J. League | Total | Total |
| Club      | Año   | Part.     | Goles     | Part.          | Goles          | Part. | Goles |
| --------- | ----- | --------- | --------- | -------------- | -------------- | ----- | ----- |
| FC Ryukyu | 2014  | 8         | 0         | -              | -              | 8     | 0     |
| Total     | Total | 8         | 0         | 0              | 0              | 8     | 0     |